# روضه
روضه یا روضه‌خوانی نوعی مراسم مذهبی است که شیعیان در یادبود امامان و بزرگان شیعه، به ویژه حسین بن علی، سومین امام شیعیان که در نبرد کربلا شهیدشد، برگزار می‌کنند. روضه‌خوان کسی است که اشعار و نقل‌هایی را در رابطه با نبرد کربلا یا نحوه کشته‌شدن بزرگان شیعه، با صدای بلند و به حالتی حزن‌گونه و برای تحت تأثیر قراردادن جمعیت عزادار می‌خواند.

## معنی لغوی روضه
معانی روضه در لغتنامه دهخدا: بهشت، باغ، بستان، گلزار است

## معنی اصطلاحی روضه
اصطلاحات «روضه» و «روضه‌خوانی» برگرفته از حدیث نبوی است که: در باغ‌های بهشت گردش کنید؛ وقتی سؤال شد: چگونه؟ گفت: مجالس ذکر ما (پیامبر و اهل بیتش) باغی از باغ‌های بهشت (روضه من ریاض الجنه) است. و نیز گفته‌اند: از نام کتاب روضة الشهداء اثر کمال‌الدین حسین بیهقی کاشفی سبزواری گرفته شده‌است. وی این کتاب را در سده هشتم و نهم هجری در شهر هرات نوشت. این کتاب «ده باب» داشت و به تدریج خواندن ده باب آن در ده روز اول ماه محرم رایج شد و این‌گونه بود که سنتی پدیدار شد، با ابعاد و شاخه‌ها و تأثیرگذاری‌های بسیار، که اکنون به عنوان «روضه‌خوانی» شناخته شده‌است.

## در ایران
در ایران روضه‌ها بیشتر در ماه‌های محرم و صفر برگزار می‌شوند. معمولاً هر مجلس روضه از دو بخش زنانه و مردانه تشکیل می‌شود. برخی روضه‌ها ممکن است کاملاً زنانه باشند و گاه کاملاً مردانه. مجلس روضه ممکن است در خانه تشکیل شود یا در تکیه‌ها، مساجد و حسینیه‌ها برپا شود. در همین راستا، در ابتدای مجلس قرائت قرآن، کتاب آسمانی مسلمانان توسط قاریان انجام می‌شود. سپس تعدادی از روحانیون شیعه به سخنرانی و سپس به ذکر مصیبت می‌پردازند. بعد از خواندن ذکر مصیبت، مداح به جلسه وارد شده و پس از مناجات دعای فرج، به روضه خوانی می‌پردازد.
در ایران، چای روضه هم مشهور هست و به چایی گفته می شود که در مراسم روضه به مهمانان داده می شود. مردم عادی چای روضه را شفا بخش و متبرک می دانند و سعی می کنند تا آن را برای طلب برکت بخورند. شاعران درباره چای روضه شعرها گفته اند.

## در پاکستان
به این‌گونه از اشعار مذهبی در ادبیات اردو سوز می‌گویند که به بیان مصائب حسین بن علی و یارانش در کربلا می‌پردازد. میر ببر علی انیس از مشهورترین سرایندگان این‌گونه در ادبیات اردو است.